# Oltrepò Pavese
El Oltrepò Pavese ([oltreˈpɔ paˈveːze]) es la región de la provincia de Pavía, situada en la región de la Lombardía, en la Italia noroccidental. Queda al sur del río Po, de donde viene su nombre. Está oltre (más allá) del Po, cuando se considera desde la capital provincial, Pavía.
Extendiéndose sobre una superficie de alrededor de 1.100 km², tiene una forma aproximadamente triangular, con una base al norte formada por el Po y un ápice meridional en Monte Lesima (1.724 m s. n. m.), una montaña de los Apeninos ligures que es el punto más alto en la provincia. Al oeste está limitada por la provincia de Alessandria (Piamonte) y al este por la provincia de Piacenza (Emilia-Romaña). El territorio comprende una llanura cercana al Po, una sección de colinas, que se alzan desde el Valle Staffora al oeste y desde la parte superior de Val Tidone al este, y una zona montañosa que además del Monte Lesima incluye los picos de Monte Chiappo (1700 m) Cima Colletta (1494 m) y Monte Penice (1460 m). Los principales cursos de agua es el Staffora; otras corrientes incluyen el Ardivestra, el Versa y la parte superior del Tidone, incluyendo parte del embalse del Lago di Trebecco.
Los principales asentamientos son Voghera, Casteggio, Broni, Stradella, Santa Maria della Versa y Varzi.

## Historia
En la época romana, el territorio actual de Oltrepò Pavese no estaba controlado por el Ticinum (Pavía) pero estaba sujeto a las ciudades romanas de Plasencia y Tortona. Desde la época lombarda, Pavía, entonces capital del reino, comenzó a extender su área de influencia al sur del Po. En estos siglos se dividió entre la abadía de Bobbio, Pavía, algunos monasterios importantes de Pavía, como San Pietro en Ciel d'Oro, Santa María Teodote y San Felice y los marqueses Malaspina. A partir del siglo XI, algunos monasterios de Pavía, como el de San Pietro en Ciel d'Oro, que al menos desde 974 poseían viñedos y bodegas en San Damiano al Colle, extendieron el cultivo de vides en la zona. Gracias al Po y Ticino, el vino fue llevado a Pavía, donde la parte no consumida por los monjes fue entonces comercializada.
Las fronteras actuales de Oltrepò Pavese se remontan a 1164, cuando el emperador Federico I donó todo el territorio a la ciudad de Pavía, su aliado contra la Liga lombarda. En 1359, Oltrepò cayó, como Pavía, bajo el control de los Visconti.
Fue parte del Ducado de Milán, hasta que pasó mediante el Tratado de Aquisgrán (1748) al Reino de Cerdeña.

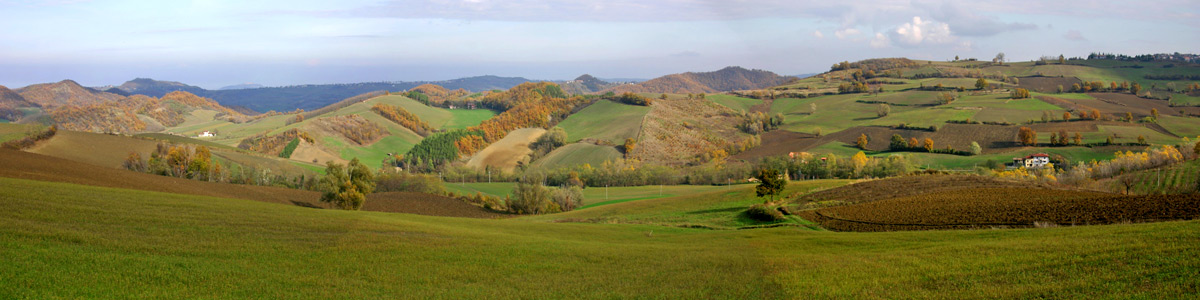
Panorama del Oltrepò pavese en los alrededores de Val di Nizza.